# Петрешти (Бакау)
Петрешти (рум. Petrești) насеље је у Румунији у округу Бакау у општини Панчешти. Oпштина се налази на надморској висини од 169 m.

## Становништво
Према подацима из 2002. године у насељу је живело 744 становника, од којих су сви румунске националности.